# 李瑶 (手球运动员)
李瑶（1992年6月7日—），女，中国手球運動員，現為中國國家手球隊隊員。由於其中性的打扮，以及具有侵略性的男性化打法，被外界冠以「假小子」的名号。

## 簡歷
2010年11月，李瑶代表中國出戰廣州亞運會，參加女子手球比賽項目，奪得金牌。
2011年进入安徽师范大学运动训练专业学习，2013年代表安徽队出征中华人民共和国第十二届运动会女子手球比赛，夺得冠军。